# Charles Girou de Buzareingues
Pour les articles homonymes, voir Girou.
Louis François Charles Girou de Buzareingues est un agronome et physiologiste né à Saint-Geniez-d'Olt (Rouergue) le 1er mars 1773 et mort au château de Buzareingues le 25 juillet 1856.

## Biographie

### Sa famille
La famille Girou appartient à la bourgeoisie ruthénoise et est connue à Rodez depuis la fin du XIVe siècle. Un Girou est meunier à Layoule en 1387, Jean Girou est procureur de la cité de Rodez en 1658 et Pierre Girou est consul de Rodez en 1662-1663.
Son père, Alexandre Girou de Buzareingues, est membre de l'assemblée départementale de l'Aveyron en 1789 et 1790 et l'un des fondateurs de la Société centrale d'agriculture de l'Aveyron.
Père du député Louis Girou de Buzareingues, Charles Girou de Buzareingues est le grand-père des épouses de Jules Péan et de Maurice Oudot de Dainville. En 1921, Marie Girou de Buzareingues est mariée à Henry Bedel (1895-1965), officier, maire de Buzeins, expert agricole et foncier, chroniqueur, auteur d'écrits sur le Rouergue, secrétaire de l'Action française et membre de la Société des lettres, sciences et arts de l'Aveyron. Par adoption le nom de Girou de Buzareingues est ainsi transmis à la famille Bedel, d'où est issu l'avocat François Bedel Girou de Buzareingues, président de la Conférence des bâtonniers et de l'Académie des sciences et lettres de Montpellier. Les Bedel Girou de Buzareingues sont toujours propriétaires du château de Buzareingues.

### L'inventeur et l'expérimentateur
On lui doit l'invention d'un micromètre à laine et de nombreuses expériences d'ensemencement et de croisement des races qu'il réalisa dans sa propriété de Buzareingues en Aveyron.
Il introduisit le premier en Rouergue les moutons mérinos, les vaches suisses, les vaches asiatiques sans cornes, le premier étalon arabe. Il possédait un haras.

### Le savant
Il s'intéresse à la philosophie et à l'économie rurale.
Fondateur du comice agricole de Sévérac-le-Château. 
Il est membre du Conseil central d’agriculture, membre de la Société linéenne, membre de la Société centrale d’agriculture de la Seine et de celle de l'Aveyron, de la Société des lettres, sciences et arts de l'Aveyron, membre correspondant à l’Académie royale des sciences en 1826 (section économie rurale) et de l'Institut de France.

### L'homme politique
Membre du conseil général de l'Aveyron durant quatre années, il est maire de Buzeins et de Gaillac-d'Aveyron de 1802 à 1830. Il est candidat sans succès à la députation en 1831.

## Ses publications
- Il collabore au Journal de l'Aveyron et au Ruthénois
- Mémoire sur les poils, Paris : Impr. de E. Duverger, 1821, in-8°, ou in-4°, 32 p.
- De l’utilité des théories rurales, Paris, 1823
- De la génération chez l’homme et principalement chez les animaux ; ouvrage contenant un grand nombre de recherches, de faits et d’expériences sur ce sujet, et suivi de considérations raisonnées sur le système de reproduction des végétaux, 1828, in-8°, 400 p.
- Mémoires statistiques sur les montagnes d’Aubrac et sur la manipulation du lait dans ces montagnes, Paris : Mme Huzard, 1833, in-8°, 28 p.
- Observations sur les vaches laitières, Paris : Ve Bouchard-Huzard, 1850, in-8°, 4 p.
- Pensées sur la religion
- La nature des êtres (1840)
- Marie
- Précis de morale (1852)